# Хадашот
«Хадашот» — друкований орган Вааду України, виходить з січня 1991 року, є однією з найстаріших єврейських газет на території колишнього СРСР.
Обсяг — 12 шпальт А3. Наклад — 4.5 тис. примірників.
Видання висвітлює єврейське життя України, проблеми розвитку єврейських громад в країнах діаспори; публікує матеріали по міжкультурному та міжконфесійному діалогу, аналітичні статті, присвячені боротьбі з ксенофобією і антисемітизмом, висвітлює становище в Ізраїлі та на Близькому Сході, анонсує новинки єврейської літератури і кіно на єврейську тему.
Редакція газети має зв'язок з більшістю єврейських організацій та общин України, кожна з яких отримує необхідну для своєї діяльності кількість примірників.